# José Yves Limantour (músico)
José Yves Limantour o José Ives Limantur (1919-1976) fue un director de orquesta y compositor mexicano de música clásica. Fue titular de la Orquesta Sinfónica de Xalapa (de 1944 a 1952) y le sucedió Luis Ximénez Caballero. En 1953 sucedió a Modesto Arana en la Orquesta Sinfónica de Bilbao.  
En 1960 aportó arreglos en la obra "La noche de los mayas" (1939) de Silvestre Revueltas, muchos años después de la muerte de este compositor, creando una nueva versión de la Suite, que es la que actualmente se interpreta. También trabajó sobre el último movimiento de “La coronela”, de Revueltas.  
En 1967 ayuda a dirigir a la OSX. A inicios de 1969, la OSX volvió a Acapulco y allí Limantour anunció su retiro definitivo.  
El mismo maestro que retomó el impulso primero de Juan Lomán como un germen de apenas un puñado de heroicos artistas, hasta convertirlo en un sorprendente conjunto capaz de tocar bajo la batuta de Scherchen y Reiner, argumentó que la Orquesta había cumplido la mayoría de edad y que no podía tener como director a un aprendiz. El generador de aquel prodigio se consideraba indigno de continuar edificando sobre la arquitectura que él mismo consolidó.   
Se distinguió por ser un conductor muy completo en todas las áreas de la dirección, y un maestro de la técnica orquestal. 